# Club Atlético Boca Unidos
Il Club Atlético Boca Unidos, o semplicemente Boca Unidos, è una società calcistica argentina con sede nella città di Corrientes, nella provincia omonima. Milita nel Torneo Federal A, la terza serie del calcio argentino.

## Storia
Il club venne fondato a Corrientes il 27 luglio 1927, con il rosso e il giallo come colori sociali.
Nel 2006-2007 vince il Torneo Argentino B e in seguito, nel 2008-2009, il Torneo Argentino A, ottenendo la promozione in Primera B Nacional.

## Palmarès

### Competizioni nazionali
- Torneo Argentino B: 1

2006-2007
- Torneo Federal A: 1

2008-2009

### Rosa 2017-2018
| N. |                      | Ruolo | Calciatore        |
| -- | -------------------- | ----- | ----------------- |
| -- | Argentina (bandiera) | P     | Juan Ojeda        |
| -- | Argentina (bandiera) | P     | Hilario Navarro   |
| -- | Argentina (bandiera) | P     | Franco Morales    |
| -- | Argentina (bandiera) | D     | Fernando Alloco   |
| -- | Argentina (bandiera) | D     | Leonardo Baroni   |
| -- | Argentina (bandiera) | D     | Alan Pérez        |
| -- | Argentina (bandiera) | D     | Rolando Ricardone |
| -- | Paraguay (bandiera)  | D     | Ricardo Martínez  |
| -- | Argentina (bandiera) | D     | Saúl Abecasis     |
| -- | Argentina (bandiera) | D     | Fabio Godoy       |
| -- | Argentina (bandiera) | D     | Ariel Morales     |
| -- | Argentina (bandiera) | C     | Osmar Ferreyra    |
| -- | Argentina (bandiera) | C     | Mariano Miño      |
| -- | Argentina (bandiera) | C     | Leonel Ríos       |
| -- | Argentina (bandiera) | C     | Germán Rodríguez  |
| -- | Argentina (bandiera) | C     | Diego Sosa        |
| -- | Argentina (bandiera) | C     | Alejandro Leani   |

| N. |                      | Ruolo | Calciatore            |
| -- | -------------------- | ----- | --------------------- |
| -- | Argentina (bandiera) | C     | Yonathan Zabala       |
| -- | Argentina (bandiera) | C     | Marcelo Miranda       |
| -- | Argentina (bandiera) | C     | Leonel Níz            |
| -- | Argentina (bandiera) | C     | Martín Ojeda          |
| -- | Argentina (bandiera) | C     | Mateo Ramírez         |
| -- | Argentina (bandiera) | C     | Diego Sánchez Paredes |
| -- | Argentina (bandiera) | C     | Maximiliano Sánchez   |
| -- | Argentina (bandiera) | C     | Ataliva Schweizer     |
| -- | Argentina (bandiera) | C     | Ramiro Schweizer      |
| -- | Argentina (bandiera) | C     | Ignacio Valsangiácomo |
| -- | Paraguay (bandiera)  | A     | Julio Aguilar Franco  |
| -- | Argentina (bandiera) | A     | Gonzalo Ríos          |
| -- | Argentina (bandiera) | A     | Lautaro Larrasábal    |
| -- | Argentina (bandiera) | A     | Rodrigo Migone        |
| -- | Argentina (bandiera) | A     | Gabriel Méndez        |
| -- | Argentina (bandiera) | A     | Federico Nieto        |
| -- | Cile (bandiera)      | A     | Carlos Ross           |

### Rosa 2016-2017
| N. |                      | Ruolo | Calciatore        |
| -- | -------------------- | ----- | ----------------- |
| -- | Argentina (bandiera) | P     | Juan Ojeda        |
| -- | Argentina (bandiera) | P     | Hilario Navarro   |
| -- | Argentina (bandiera) | P     | Franco Morales    |
| -- | Argentina (bandiera) | D     | Fernando Alloco   |
| -- | Argentina (bandiera) | D     | Leonardo Baroni   |
| -- | Argentina (bandiera) | D     | Alan Pérez        |
| -- | Argentina (bandiera) | D     | Rolando Ricardone |
| -- | Paraguay (bandiera)  | D     | Ricardo Martínez  |
| -- | Argentina (bandiera) | D     | Saúl Abecasis     |
| -- | Argentina (bandiera) | D     | Fabio Godoy       |
| -- | Argentina (bandiera) | D     | Ariel Morales     |
| -- | Argentina (bandiera) | C     | Osmar Ferreyra    |
| -- | Argentina (bandiera) | C     | Mariano Miño      |
| -- | Argentina (bandiera) | C     | Leonel Ríos       |
| -- | Argentina (bandiera) | C     | Germán Rodríguez  |
| -- | Argentina (bandiera) | C     | Diego Sosa        |
| -- | Argentina (bandiera) | C     | Alejandro Leani   |
| -- | Argentina (bandiera) | C     | Yonathan Zabala   |
| -- | Argentina (bandiera) | C     | Germán Herrera    |
| -- | Argentina (bandiera) | C     | Marcelo Miranda   |

| N. |                      | Ruolo | Calciatore            |
| -- | -------------------- | ----- | --------------------- |
| -- | Argentina (bandiera) | C     | Leonel Níz            |
| -- | Argentina (bandiera) | C     | Martín Ojeda          |
| -- | Argentina (bandiera) | C     | Mateo Ramírez         |
| -- | Argentina (bandiera) | C     | Diego Sánchez Paredes |
| -- | Argentina (bandiera) | C     | Maximiliano Sánchez   |
| -- | Argentina (bandiera) | C     | Ataliva Schweizer     |
| -- | Argentina (bandiera) | C     | Ramiro Schweizer      |
| -- | Argentina (bandiera) | C     | Ignacio Valsangiácomo |
| -- | Argentina (bandiera) | A     | Gabriel Méndez        |
| -- | Argentina (bandiera) | A     | Federico Nieto        |
| -- | Cile (bandiera)      | A     | Carlos Ross           |
| -- | Paraguay (bandiera)  | A     | Julio Aguilar Franco  |
| -- | Argentina (bandiera) | A     | Gonzalo Ríos          |
| -- | Argentina (bandiera) | A     | Lautaro Larrasábal    |